# A Pilot Project
A Pilot Project è un album di cover eseguite dai Pilot pubblicato nel 2014 dalla David Paton Songs.

## Descrizione
A Pilot Project nasce dalla riunificazione di Ian Bairnson e David Paton, ex membri del gruppo britannico dei Pilot, che per omaggiare la memoria di Eric Woolfson, scomparso nel 2009, eseguono quattordici tra i brani più famosi del The Alan Parsons Project, di cui gli stessi Bairnson e Paton, tra il 1976 ed il 1990, ne hanno fatto parte come session man.
Tutti i brani sono ri-arrangiati ed eseguiti da Ian Bairnson e David Paton con il supporto in alcune tracce di Jill "Ace" Singletary, Moray Innes, Alejandro Arias, Katy McPhail, Sara Paton, Kirk Kiester e Kenny Hutchison.
La produzione è a cura di David Paton.

## Copertina e grafica
L'album si presenta in tutte le sue caratteristiche come un continuo richiamo al mondo del The Alan Parsons Project ed è stato realizzato da Kirk Kiester e dal Blue Yonder Media Group.
All'interno del booklet, oltre ad alcune foto di Bairnson, Paton, Woolfson e Parsons, vi è una foto che richiama in maniera molto particolare alla simbologia del Project:
- in primo piano vi è la mano della modella Caroline Kiester.
- l'unghia del pollice della mano della modella è smaltata in maniera tale da raffigurare il robot stilizzato della copertina di I Robot del 1977.
- la mano stessa, in quanto di donna, richiama l'album dedicato al mondo femminile Eve del 1979.
- sul tavolo vi è una carta da gioco e due dadi, a richiamare l'album The Turn of a Friendly Card del 1980.
- al polso della modella vi è il bracciale della copertina di Vulture Culture del 1985.
- nella mano della modella vi sono quattro foto, tenute come fossero carte da gioco, a rappresentare un poker d'assi costituito dalle foto rispettivamente, partendo da sinistra, di Alan Parsons, Eric Woolfson, Ian Bairnson e David Paton.

A completare i richiami agli album del Project, la copertina sul fronte presenta l'occhio di Horus, come richiamo generico al Project, di cui ne è il simbolo, ed all'album Eye in the Sky del 1982. Sul retro è presente un panorama con le piramidi di Cheope e Chefren, a richiamare l'album Pyramid del 1978, sovrastate dalla Luna che invece è un richiamo ai Pilot.
Richiama inoltre il The Alan Parsons Project lo stesso titolo scritto, A Pilot Project, con le tre iniziali APP evidenziate in altro colore.

## Tracce
Testi e musiche di Eric Woolfson e Alan Parsons; edizioni musicali David Paton Songs.
1. Sirius (feat. Ian Bairnson, David Paton) (Eye in the Sky - 1982) – 1:53 – Strumentale
2. Eye In The Sky (feat. Ian Bairnson, David Paton) (Eye in the Sky - 1982) – 4:49 – Cori di Jill "Ace" Singletary
3. Children Of The Moon (feat. Ian Bairnson, David Paton) (Eye in the Sky - 1982) – 4:46
4. What Goes Up (feat. Ian Bairnson, David Paton) (Pyramid - 1978) – 3:24
5. Can't Take It With You (feat. Ian Bairnson, David Paton) (Pyramid - 1978) – 5:09 – Fischio di Alejandro Arias
6. Breakdown (feat. Ian Bairnson, David Paton) (I Robot - 1977) – 3:47 – Cori di Katy McPhail e Sara Paton
7. Dancing On A Highwire (feat. Ian Bairnson, David Paton) (Ammonia Avenue - 1984) – 4:41
8. Let's Talk About Me (feat. Ian Bairnson, David Paton) (Vulture Culture - 1985) – 4:38 – Vociare di David Paton e Kirk Kiester
9. Prime Time (feat. Ian Bairnson, David Paton) (Ammonia Avenue - 1984) – 5:32
10. Games People Play (feat. Ian Bairnson, David Paton) (The Turn of a Friendly Card - 1980) – 4:59
11. The Turn of a Friendly Card (part one) (feat. Ian Bairnson, David Paton) (The Turn of a Friendly Card - 1980) – 2:43
12. Snake Eyes (feat. Ian Bairnson, David Paton) (The Turn of a Friendly Card - 1980) – 3:16
13. Nothing Left To Lose (feat. Ian Bairnson, David Paton) (The Turn of a Friendly Card - 1980) – 4:07 – Fisarmonica di Kenny Hutchison
14. Old and Wise (feat. Ian Bairnson, David Paton) (Eye in the Sky - 1982) – 4:41

Durata totale: 58:25